# Mikhail Kobetskij
Mikhail Veniaminovitj Kobetskij (russisk: Михаил Вениаминович Кобецкий) (14. oktober 1881 i Odessa–28. april 1937) var en russisk bolsjevik og sovjetisk ambassadør i København mellem 1924 og 1933.
Han blev i 1903 medlem af Ruslands Socialdemokratiske Arbejderparti. Efter den mislykkede revolution 1905 var han på flugt fra Zarens hemmelige politi og emigrerede i marts 1908 fra St. Petersburg til København, hvor han arbejdede som journalist og lærer. Han lærte at tale flydende dansk. I forbindelse med den Russiske Revolution 1917 vendte han tilbage til Rusland i november 1917. I 1919 blev han redaktør af magasinet "Den kommunistiske Internationale", og i august 1920 blev han medlem af præsidiet for Kommunistisk Internationales (Kominterns) eksekutiv-komite. I perioden 1924-1933 var han sovjetisk ambassadør i København. Fra januar 1933 var han referent for Komintern for de skandinaviske lande. Samme år blev han blev udnævnt sovjetisk ambassadør i Grækenland og i 1935 også i Albanien. Han blev anholdt under udrensningerne under Moskvaprocesserne og henrettedes 28. april 1937.